# Lotus 72
La Lotus 72 è una vettura monoposto impiegata in Formula 1, progettata da Colin Chapman e Maurice Philippe per la stagione 1970 di questo campionato. La vettura si dimostrò un successo e, continuamente sviluppata, venne utilizzata fino al 1976.

## Sviluppo
La Lotus 72 rappresenta un altro esempio delle capacità progettuali innovative di Colin Chapman. La vettura era dotata di freni montati all'interno, radiatori sistemati sui lati ed in apposite fiancate - non più sul muso come era uso comune sin dal 1950 - oltre alla presa d'aria per il motore realizzata sopra la testa del pilota.
Il design della 72 era completamente innovativo e la faceva assomigliare ad una freccia su ruote. La vettura si ispirava alla precedente Lotus 56, dotata di turbina a gas, mentre la configurazione riprendeva quella della Lotus 63 utilizzata come banco prova per una vettura a quattro ruote motrici. La forma della vettura ne aumentava la penetrazione e ne aumentava la velocità. In un confronto diretto contro la Lotus 49 la Lotus 72 risultò più veloce di 20 km/h pur montando lo stesso motore Ford.
Lo sforzo creativo di Chapman produsse uno dei progetti più importanti e di successo della storia della Formula 1. Con il motore che fungeva da elemento portante, tecnica già impiegata sulla Lotus 49 e grazie all'avanzata aerodinamica venne costruita una vettura che si dimostrò anni avanti alle sue rivali. All'inizio dovettero però essere superati dei problemi di maneggevolezza dovuti alla geometria delle sospensioni anti affondamento che erano progettate in modo da prevenire l'abbassamento eccessivo della vettura sotto l'effetto di staccate decise. Le sospensioni posteriori erano realizzate con una geometria anti squat, in modo da impedire alla vettura di ondeggiare sotto l'effetto delle accelerazioni. Una volta modificate le sospensioni non ci furono altri problemi. La vettura fece scalpore tra gli appassionati e tra i media con molte persone che la volevano vedere correre.
Per quanto riguarda i radiatori questi sulle auto da competizione, erano situati in corrispondenza del muso, una posizione ottima per questi dispositivi, che dovevano essere investiti dall'aria fresca per poter raffreddare l'acqua e l'olio motore, in quanto il regolamento non consentiva e non consente ancora oggi, l'uso di ventole. Negli anni però, vennero introdotte diverse innovazioni, come quella di posizionare il motore alle spalle del pilota. In questo modo, mantenendo il radiatore sul muso dell'auto, aumentava la lunghezza dei vasi d'espansione, perciò vi erano problemi di circolazione dei fluidi, dovuti alle perdite di carico più elevate.
Chapman scelse di spostare i radiatori ai lati dell'auto, subito davanti al motore. Questo consentiva di avere comunque una buona ventilazione, in quanto l'aria che arriva in quella zona (seppur disturbata dalla presenza delle sospensioni e delle ruote), aveva una portata elevata, inoltre non erano più presenti i problemi di circolazione, poiché i radiatori erano situati immediatamente davanti al motore. Tra l'altro, anziché avere un grosso dispositivo sulla parte anteriore, ve ne erano due più piccoli, per ogni lato, e ciò consentiva anche di ridurre i problemi di affidabilità dei radiatori stessi.
Come detto l'auto era molto avanzata sotto il profilo aerodinamico. In un certo senso, anche questa caratteristica dipendeva dalla soluzione adottata per i radiatori. Infatti senza il grosso radiatore anteriore, si poteva assottigliare il muso, riducendone in modo esponenziale la sezione frontale, e di conseguenza offrire meno resistenza all'aria. Questo comporta un eccellente miglioramento della capacità di penetrazione, e quindi velocità decisamente superiori nei rettilinei. Tuttavia i modelli 72, soprattutto dalla Lotus 72C in poi, e dunque anche sulla 72D, avevano un muso sottile, ma largo, con un andamento trapezoidale, che andava allargandosi man mano che ci si avvicinava alle ruote. Dunque oltre ad essere in grado di penetrare bene l'aria, era pure una sorta di alettone, che aveva un discreto effetto deportante, dunque la macchina era in grado di fornire prestazioni ottime sia in curva che in rettilineo. Per questo motivo le appendici alari anteriori di queste macchine erano più piccole rispetto a quelle delle altre scuderie.
Si può concludere la disquisizione sulla parte tecnica, parlando dei freni entrobordo. Normalmente i freni sono montati sul portamozzo di ogni ruota. In questo caso erano posizionati all'interno del telaio, e solidali con i semialberi calettati sulle ruote (quelli anteriori con quelli posteriori in uscita dal differenziale). È uno schema che riduce le cosiddette masse non sospese, cioè tutto il peso dovuto alle ruote e alle strutture che le sostentano. Tutto ciò va a beneficio della stabilità della macchina, soprattutto in curva, grazie a una riduzione dei momenti polari d'inerzia, e una tenuta di strada superiore.
La nuova auto risultò essere più rapida di 19 km/h rispetto a quella che la precedette. Per quanto riguarda la parte aerodinamica, si può dire che la Lotus 72D, aveva un'ala posteriore di grande superficie, come i modelli 72 e 72C, che però era meno inclinata, indice di miglior tenuta di strada. L'altra differenza sostanziale stava nella presa d'aria del motore, che aveva una forma più squadrata ed affilata.
Vanno poi citate le differenze delle sospensioni posteriori, dovute a problemi di stabilità. Inizialmente si agì sulla convergenza, poi visti gli scarsi risultati, si sostituirono i doppi trapezi con due puntoni due piccole bielle e un braccio superiore di modeste dimensioni.

## Storia agonistica
La vettura venne introdotta durante la stagione 1970. I piloti erano Jochen Rindt e John Miles. Rindt rese la vettura un successo vincendo i Gran Premi di Olanda, Francia, Gran Bretagna e Germania in rapida successione. Rindt avrebbe sicuramente vinto il campionato ma perse la vita in un incidente avvenuto durante le qualifiche del Gran Premio a Monza mentre guidava la sua Lotus 72 senza le ali. Venne sostituito da Emerson Fittipaldi che vinse il Gran Premio degli Stati Uniti aiutando così Rindt a vincere, anche se postumo, il titolo mondiale.
Sommando i punti ottenuti da Rindt e Fittipaldi durante la stagione la Lotus vinse il suo quarto titolo costruttori. Nella stagione 1971 la Lotus 72 venne sviluppata dall'ex BRM Tony Rudd. che lavorò in modo particolare riprogettando la sospensione posteriore e modificando l'ala posteriore in modo da generare una deportanza superiore.
Fittipaldi faticò durante la stagione ma ottenne dei buoni risultati e chiuse al sesto posto. La stagione successiva andò meglio. Il lavoro di sviluppo effettuato dietro le scene lo rese, in quel periodo, il più giovane campione del mondo della storia della Formula 1 quando nel 1972 conquistò il titolo vincendo cinque gare e regalando alla Lotus un altro titolo costruttori. La vettura ora era dotata di una livrea completamente nera e oro in quanto la Imperial Tobacco
aveva deciso di introdurre un nuovo marchio e quindi decise di aumentare l'esposizione sponsorizzando la Lotus con il marchio di sigarette John Player Special.
La stagione 1973 vide l'introduzione di nuove regole intese a rendere più sicure le vetture. Tra queste regole c'era l'obbligo di una struttura deformabile da realizzare all'interno dei fianchi delle vetture. Queste nuove regole portarono ad un nuovo aggiornamento della Lotus 72 che ora aveva le fiancate integrate, una carrozzeria più larga e dei nuovo sostegni per le ali. Nel 1973 a Fittipaldi si aggiunse il pilota svedese Ronnie Peterson. Peterson si innamorò della Lotus 72 e nella sua prima stagione vinse quattro gare mentre Fittipaldi se ne aggiudicò altre tre ma la lotta interna al team facilitò la vittoria di Jackie Stewart anche se la Lotus si aggiudicò il campionato costruttori. Nel 1974 Fittipaldi lasciò la Lotus per la McLaren e, paradossalmente si mise alla guida di una vettura, la McLaren M23, strettamente derivata dalla Lotus 72. Peterson divenne quindi la prima guida del team Lotus e venne raggiunto da Jacky Ickx.
La Lotus 72 doveva essere sostituita dalla Lotus 76 che doveva essere una versione della 72 dalle linee più pulite e più leggera ma il progetto si dimostrò troppo ambizioso ed ottenne solo risultati negativi. Quindi nel 1974 la Lotus ritornò ad utilizzare la vecchia Lotus 72 che venne ulteriormente aggiornata aumentando la carreggiata sia sull'anteriore che sull'asse posteriore in modo da mantenersi competitiva. Peterson vinse altre tre gare e lottò per il campionato fino alla fine, anche grazie all'aiuto fornito da Ickx che si dimostrò competitivo conquistando diversi podi. La ormai anziana 72 ottenne dei risultati molto buoni per quattro anni e concluse al quarto posto nel campionato costruttori del 1974 senza che ancora ci fosse all'orizzonte un telaio che lo potesse sostituire. Ormai però era evidente che le modifiche della carreggiata o delle sospensioni non potevano lottare contro l'età della vettura e la nuova Ferrari 312 T che vinse il titolo o la nuova Brabham BT44. Nel 1975 la Lotus con la sua 72 si classificò sesta nel campionato costruttori.
La Lotus 72D, nonostante sia stata progettata e costruita dal Team Lotus, è stata utilizzata anche da un'altra scuderia, ossia la Scuderia Scribante, nota anche come Lucky Strike Racing o Scuderia Scribante Lucky Strike Racing. È stata poi usata anche dal team World Wide Racing. Ciò è dovuto al fatto, che le scuderie che non erano in grado di realizzare autonomamente le loro vetture, potevano comprarle da altri team. È questo il caso della Scuderia Scribante e della World Wide Racing, che acquistarono dal Team Lotus delle vetture 72D.
Dopo avere conquistato 20 vittorie, due mondiali piloti e tre mondiali costruttori, nel 1976 la Lotus 72 venne ritirata dalle competizioni e sostituita dalla Lotus 77.

## Risultati completi in Formula 1
(legenda) (il grassetto indica le pole position, il corsivo indica i giri veloci)
| Anno | Team                                   | Motore            | Pneumatici | Piloti       | 1   | 2   | 3   | 4   | 5   | 6   | 7   | 8   | 9   | 10  | 11  | 12  | 13  | 14  | 15  | Punti   | WCC |  |
| ---- | -------------------------------------- | ----------------- | ---------- | ------------ | --- | --- | --- | --- | --- | --- | --- | --- | --- | --- | --- | --- | --- | --- | --- | ------- | --- |  |
| 1970 | Gold Leaf Team Lotus                   | Ford-Cosworth DFV | F          |              | SAF | ESP | MON | BEL | NED | FRA | GBR | GER | AUT | ITA | CAN | USA | MEX |     |     | 59      | 1°  |  |
| 1970 | Gold Leaf Team Lotus                   | Ford-Cosworth DFV | F          | Rindt        |     | Rit |     |     | 1   | 1   | 1   | 1   | Rit | NP† |     |     |     |     |     | 59      | 1°  |  |
| 1970 | Gold Leaf Team Lotus                   | Ford-Cosworth DFV | F          | Miles        |     | NQ  |     | Rit | 7   | 8   | Rit | Rit | Rit | NP  |     |     |     |     |     | 59      | 1°  |  |
| 1970 | Gold Leaf Team Lotus                   | Ford-Cosworth DFV | F          | E.Fittipaldi |     |     |     |     |     |     |     |     |     | NP  |     | 1   | Rit |     |     | 59      | 1°  |  |
| 1970 | Gold Leaf Team Lotus                   | Ford-Cosworth DFV | F          | Wisell       |     |     |     |     |     |     |     |     |     |     |     | 3   | NC  |     |     | 59      | 1°  |  |
| 1970 | Brooke Bond Oxo Racing                 | Ford-Cosworth DFV | F          | Hill         |     |     |     |     |     |     |     |     |     | NP  | NC  | Rit | Rit |     |     | 59      | 1°  |  |
| 1970 | World Wide Racing                      | Ford-Cosworth DFV | F          | Soler-Roig   |     |     |     | NQ  |     |     |     |     |     |     |     |     |     |     |     | 59      | 1°  |  |
| 1971 | Gold Leaf Team Lotus                   | Ford Cosworth DFV | F          |              | SAF | ESP | MON | NED | FRA | GBR | GER | AUT | ITA | CAN | USA |     |     |     |     | 21      | 5°  |  |
| 1971 | Gold Leaf Team Lotus                   | Ford Cosworth DFV | F          | E.Fittipaldi | Rit | Rit | 5   |     | 3   | 3   | Rit | 2   |     | 7   | NC  |     |     |     |     | 21      | 5°  |  |
| 1971 | Gold Leaf Team Lotus                   | Ford Cosworth DFV | F          | Wisell       | 4   | NC  | Rit | SQ  | 6   |     | 8   | 4   |     | 5   | Rit |     |     |     |     | 21      | 5°  |  |
| 1971 | Gold Leaf Team Lotus                   | Ford Cosworth DFV | F          | Chartlon     |     |     |     |     |     | Rit |     |     |     |     |     |     |     |     |     | 21      | 5°  |  |
| 1972 | John Player Team Lotus                 | Ford Cosworth DFV | F          |              | ARG | SAF | ESP | MON | BEL | FRA | GBR | GER | AUT | ITA | CAN | USA |     |     |     | 61      | 1°  |  |
| 1972 | John Player Team Lotus                 | Ford Cosworth DFV | F          | E.Fittipaldi | Rit | 2   | 1   | 3   | 1   | 2   | 1   | Rit | 1   | 1   | 11  | Rit |     |     |     | 61      | 1°  |  |
| 1972 | John Player Team Lotus                 | Ford Cosworth DFV | F          | Walker       | SQ  | 10  | 9   | 14  | 14  | 18  | Rit | Rit | Rit |     |     | Rit |     |     |     | 61      | 1°  |  |
| 1972 | John Player Team Lotus                 | Ford Cosworth DFV | F          | Wisell       |     |     |     |     |     |     |     |     |     |     | Rit | 10  |     |     |     | 61      | 1°  |  |
| 1972 | Scuderia Scribante Lucky Strike Racing | Ford Cosworth DFV | F          | Chartlon     |     | Rit |     |     |     | NQ  | Rit | Rit |     |     |     |     |     |     |     | 61      | 1°  |  |
| 1973 | John Player Team Lotus                 | Ford Cosworth DFV | G          |              | ARG | BRA | SAF | ESP | BEL | MON | SWE | FRA | GBR | NED | GER | AUT | ITA | CAN | USA | 92 (96) | 1°  |  |
| 1973 | John Player Team Lotus                 | Ford Cosworth DFV | G          | E.Fittipaldi | 1   | 1   | 3   | 1   | 3   | 2   | 12  | Rit | Rit | Rit | 6   | Rit | 2   | 2   | 6   | 92 (96) | 1°  |  |
| 1973 | John Player Team Lotus                 | Ford Cosworth DFV | G          | Peterson     | Rit | Rit | 11  | Rit | Rit | 3   | 2   | 1   | 2   | 11  | Rit | 1   | 1   | Rit | 1   | 92 (96) | 1°  |  |
| 1973 | Scribante Lucky Strike Racing          | Ford Cosworth DFV | G          | Charlton     |     |     | Rit |     |     |     |     |     |     |     |     |     |     |     |     | 92 (96) | 1°  |  |
| 1974 | John Player Team Lotus                 | Ford Cosworth DFV | G          |              | ARG | BRA | SAF | ESP | BEL | MON | SWE | NED | FRA | GBR | GER | AUT | ITA | CAN | USA | 42      | 4°  |  |
| 1974 | John Player Team Lotus                 | Ford Cosworth DFV | G          | Peterson     | 13  | 6   |     |     |     | 1   | Rit | 8   | 1   | 10  |     | Rit | 1   | 3   | Rit | 42      | 4°  |  |
| 1974 | John Player Team Lotus                 | Ford Cosworth DFV | G          | Ickx         | Rit | 3   |     |     |     | Rit | Rit | 11  | 5   | 3   | 5   |     |     | 13  | Rit | 42      | 4°  |  |
| 1974 | Team Gunston                           | Ford Cosworth DFV | F          | Driver       |     |     | Rit |     |     |     |     |     |     |     |     |     |     |     |     | 42      | 4°  |  |
| 1974 | Team Gunston                           | Ford Cosworth DFV | F          | I.Scheckter  |     |     | 13  |     |     |     |     |     |     |     |     |     |     |     |     | 42      | 4°  |  |
| 1975 | John Player Team Lotus                 | Ford Cosworth DFV | G          |              | ARG | BRA | SAF | ESP | MON | BEL | SWE | NED | FRA | GBR | GER | AUT | ITA | USA |     | 9       | 7°  |  |
| 1975 | John Player Team Lotus                 | Ford Cosworth DFV | G          | Peterson     | Rit | 15  | 10  | Rit | 4   | Rit | 9   | 15  | 10  | Rit | Rit | 5   | Rit | 5   |     | 9       | 7°  |  |
| 1975 | John Player Team Lotus                 | Ford Cosworth DFV | G          | Ickx         | 8   | 9   | 12  | 2   | 8   | Rit | 15  | Rit | Rit |     |     |     |     |     |     | 9       | 7°  |  |
| 1975 | John Player Team Lotus                 | Ford Cosworth DFV | G          | Crawford     |     |     |     |     |     |     |     |     |     | Rit |     |     | 13  |     |     | 9       | 7°  |  |
| 1975 | John Player Team Lotus                 | Ford Cosworth DFV | G          | Watson       |     |     |     |     |     |     |     |     |     |     | Rit |     |     |     |     | 9       | 7°  |  |
| 1975 | John Player Team Lotus                 | Ford Cosworth DFV | G          | Henton       |     |     |     |     |     |     |     |     |     | 16  |     | NP  |     | NC  |     | 9       | 7°  |  |
| 1975 | Team Gunston                           | Ford Cosworth DFV | G          | Tunmer       |     |     | 11  |     |     |     |     |     |     |     |     |     |     |     |     | 9       | 7°  |  |
| 1975 | Team Gunston                           | Ford Cosworth DFV | G          | Keizan       |     |     | 13  |     |     |     |     |     |     |     |     |     |     |     |     | 9       | 7°  |  |

† Deceduto